# Bombardier Canadair Regional Jet
El Bombardier Canadair Regional Jet (CRJ)  es un pequeño avión comercial fabricado por Bombardier y desde 2020 es propiedad de Mitsubishi Aircraft Corporation basado en el avión ejecutivo Canadair Challenger. Está o ha estado en servicio en compañías de Norteamérica, Sudamérica, Europa, India, Bangladés, África, Lejano Oriente y México; Comair, Mesa Airlines, Horizon Air, SkyWest, Pinnacle Airlines, GoJet y Air Wisconsin en los Estados Unidos, Air Canadá Jazz en Canadá, Pluna en Uruguay, Conviasa en Venezuela, Air Nostrum-Iberia Regional en España, Lufthansa en Alemania, Air One en Italia, Brit Air en Francia, Adria Airways en Eslovenia, Air Sahara en India, Southern Winds en Argentina, J-AIR en Japón y SA Express (subsidiaria de South African Airways) en Sudáfrica, en Alma de México y Aeromar posteriormente MexicanaLink en México.
El cambio de nombre del Mitsubishi según el sitio web aeroTELEGRAPH: Sin embargo, aún no se ha realizado un cambio oficial de nombre. «Nuestro nombre de producto no ha cambiado. Estos siguen siendo aviones de la serie CRJ », dijo a aeroTELEGRAPH una portavoz de Mitsubishi. En el sitio web de la nueva subsidiaria canadiense MHI RJ Aviation Group, los aviones simplemente aparecen como CRJ Series. Aún no está claro si el cambio se realizará en una fecha posterior. En Lufthansa, el nombre del propietario anterior Bombardier no aparece en absoluto al hacer la reserva. El nombre del tipo de avión simplemente dice: Canadair RJ 900.
Los estudios de diseño comenzaron en 1987, y el primer prototipo voló el 10 de mayo de 1991. Su cabina de mando incluye la moderna aviónica EFIS, equipada con 6 pantallas CRT.

## Componentes del CRJ1000 NextGen
Estados Unidos

### Electrónica

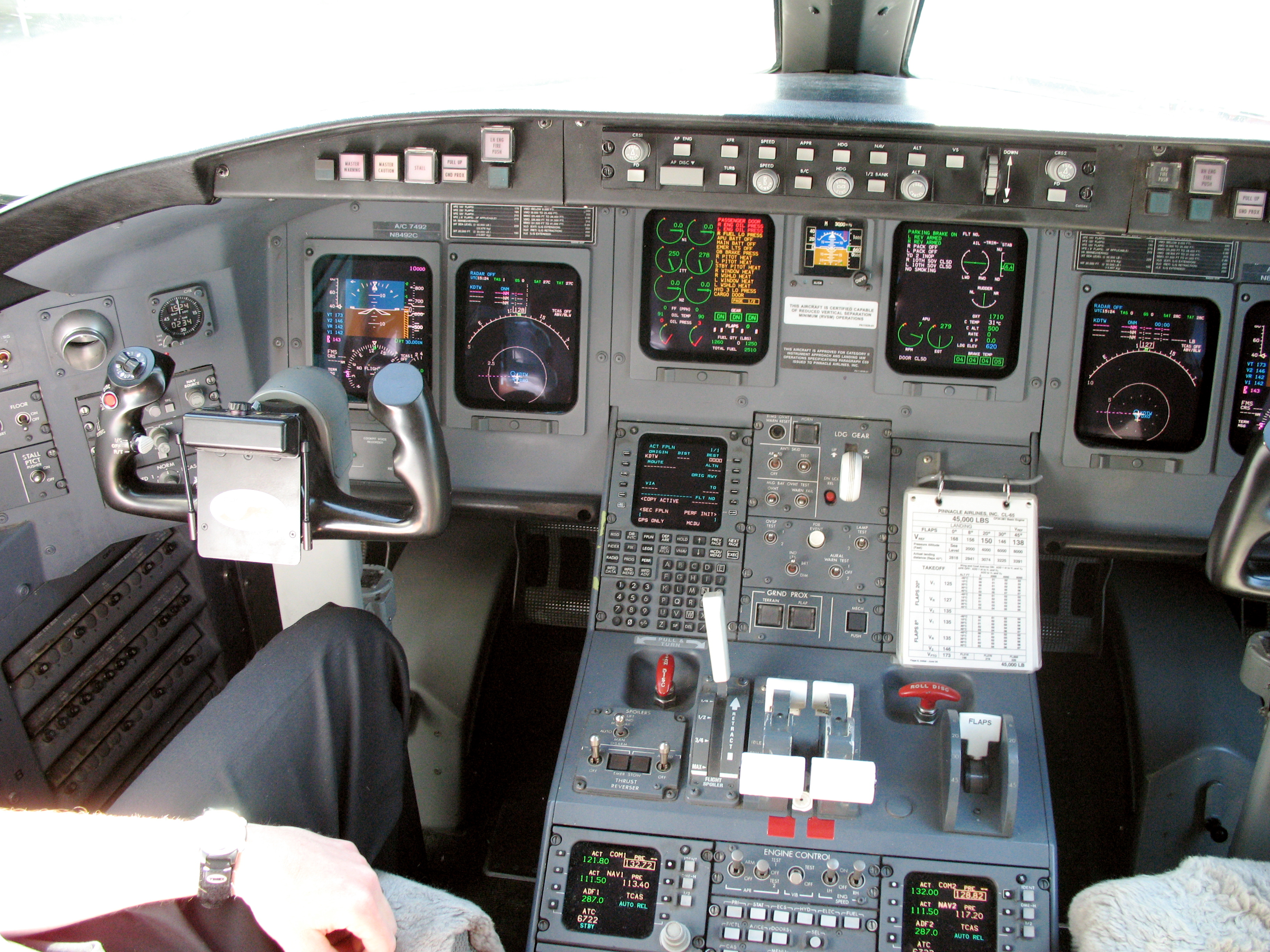
Cabina de vuelo de un CRJ.

| Sistema      | País | Fabricante | Notas     |
| ------------ | ---- | ---------- | --------- |
| Red de datos |      |            | ARINC 429 |
| Sensores AoA |      |            | 2         |

### Propulsión

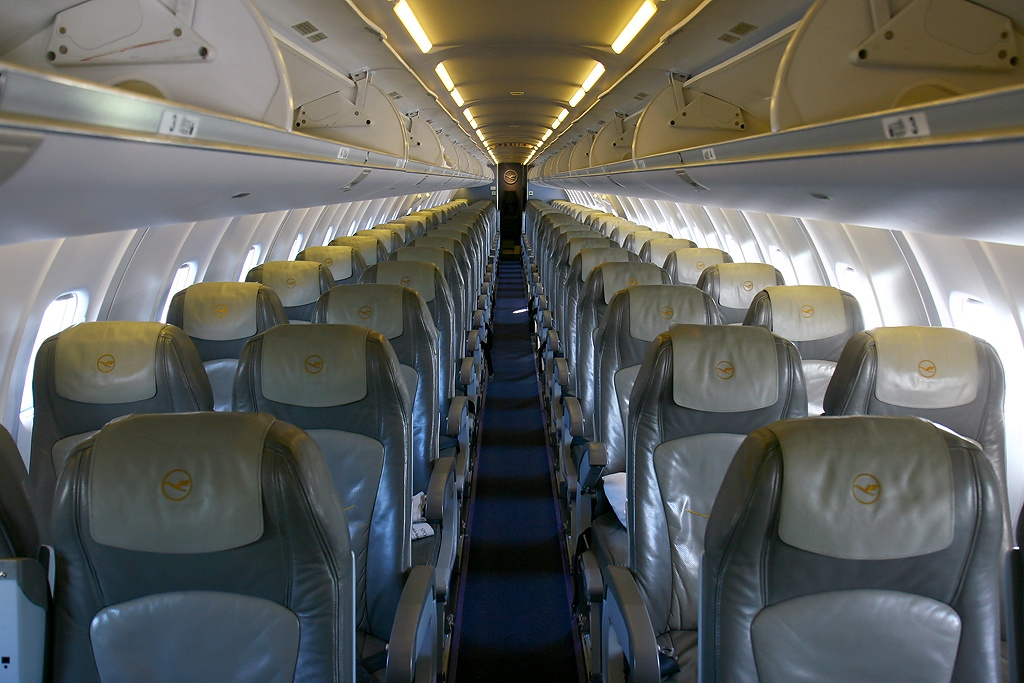
Cabina económica en configuración habitual súper estrecha 2-2 (ejemplo Lufthansa Regional). El fuselaje es más angosto que el de un Embraer e-Jet.

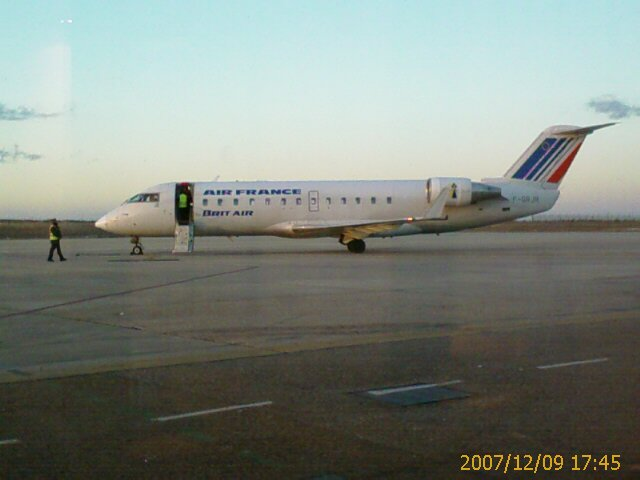
CRJ100 de Brit Air (Air France Regional) estacionado en el aeropuerto de Valladolid.

| Sistema | País                      | Fabricante       | Notas    |
| ------- | ------------------------- | ---------------- | -------- |
| Motor   | Bandera de Estados Unidos | General Electric | 2 × CF34 |

## Variantes

### CRJ100
El CRJ100 es la versión original de 50 plazas. Está equipada con motores General Electric CF34-3A1.

### CRJ200

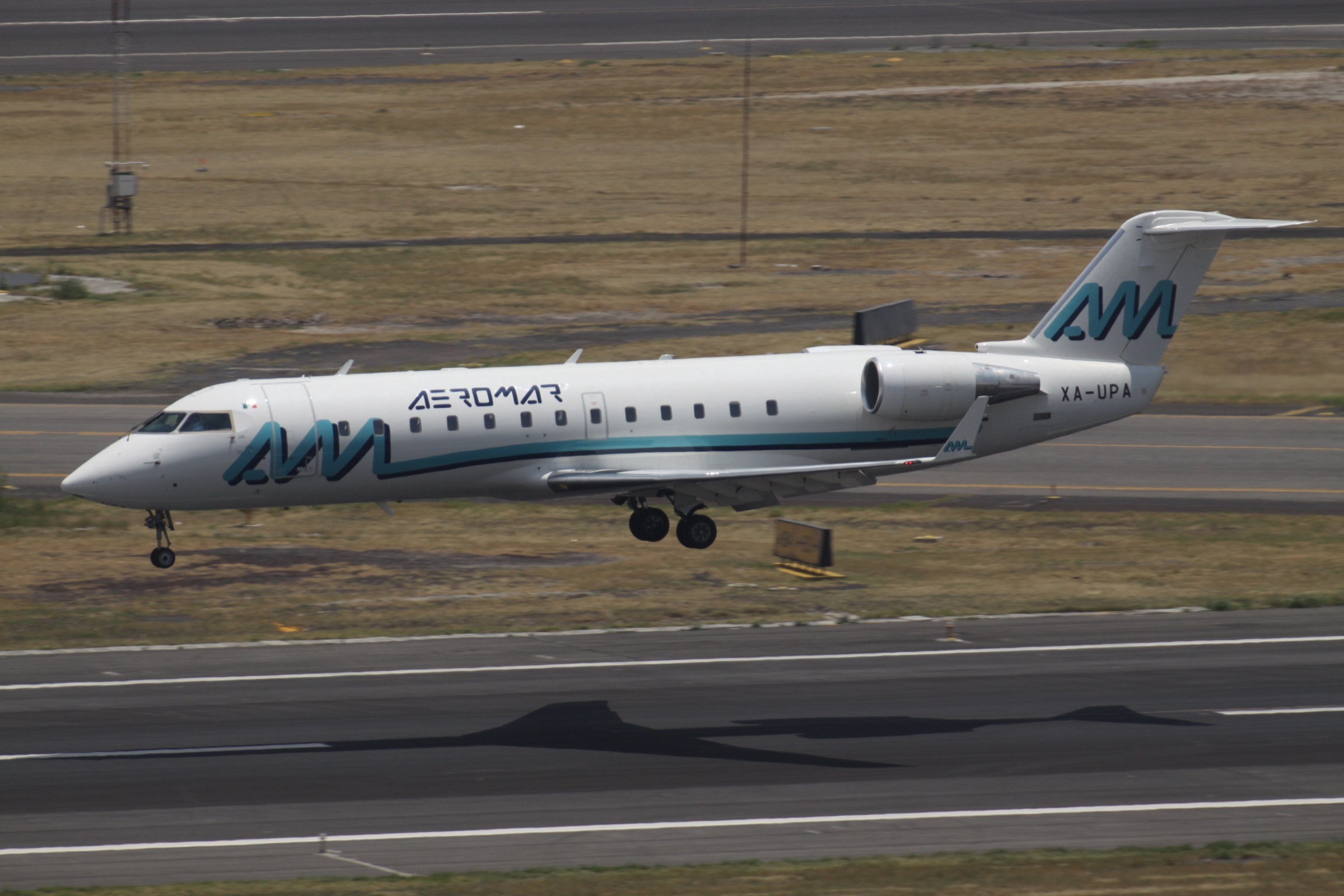
Un CRJ200ER de Aeromar aterrizando en el AICM.

El CRJ200 es idéntico al CRJ100 salvo por sus motores, que fueron actualizados instalando el modelo -3B1, más eficiente.
Como el -100, el -200 cuenta con 50 plazas para pasajeros, así como espacio para dos pilotos, un inspector y un auxiliar de vuelo (asiento abatible). La configuración comercial normal consiste en filas de 2+2 asientos desde la 1 a la 12 y 2+0 en la 13, pues a la derecha de esos dos asientos está ubicado el servicio. Existe además la opción de otro asiento abatible al final de la cabina de pasajeros para un segundo auxiliar de vuelo.
En España constituye la columna vertebral de la subsidiaria regional de Iberia, Iberia Regional-Air Nostrum, que opera 35 unidades de este modelo, los cuales poseen una configuración de clase única "business". Una curiosidad acerca de este servicio es que en cada vuelo se promociona el turismo de alguna de las comunidades autónomas españolas. 
Pinnacle Airlines (Northwest Airlink) opera una versión de 44 asientos con baños en las partes delantera y trasera de la cabina de pasajeros. Estas modificaciones tienen por objetivo eludir las condiciones impuestas por los sindicatos estadounidenses de pilotos acerca de las operaciones con aeronaves de más de 50 plazas. De forma similar, la flota de CRJ200 de 40 plazas de Comair fue malvendida para poder comprar los más baratos y pequeños Embraer 135.

### CRJ440
Esta versión es similar al CRJ200 pero tiene un menor peso máximo al despegue y capacidad para solo entre 40 y 44 pasajeros. Con 77 unidades, Northwest Airlines es el cliente en exclusiva del modelo.

### CRJ700

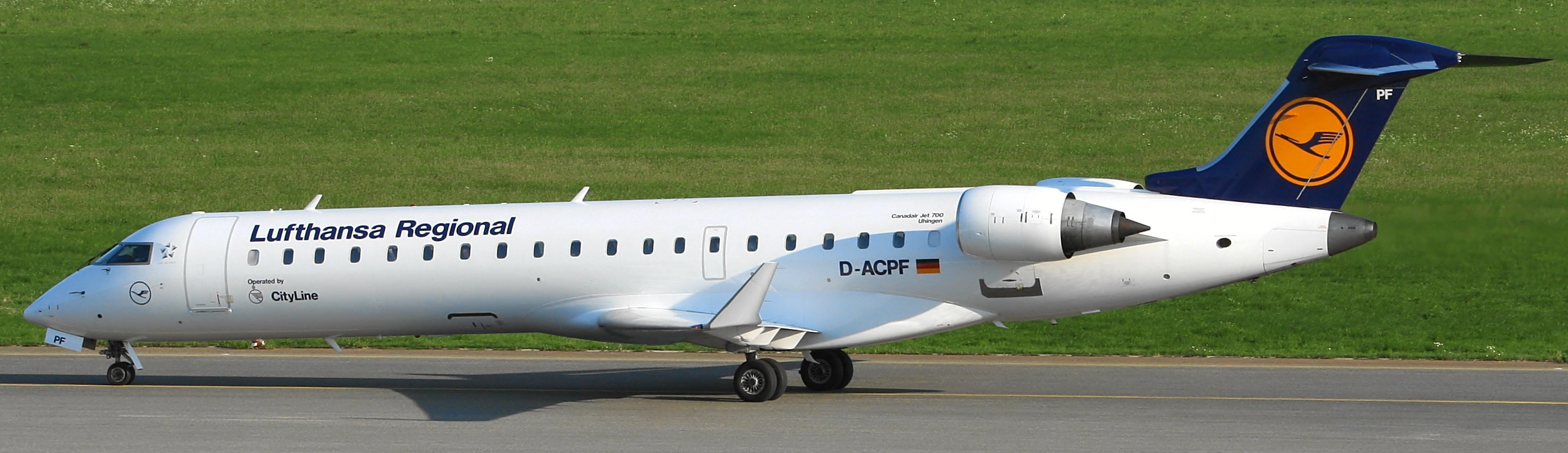
CRJ701ER de Lufthansa Regional

Versión alargada de 70 plazas. El CRJ700 está equipado con motores General Electric CF34-8C1. Su velocidad máxima es Mach 0,85 a una altitud máxima de 41000 pies (12500 m). Según la ocupación, el CRJ700 puede volar hasta a 3600 km de distancia con dichos motores, o bien hasta 4660 km con la nueva variante de motores General Electric CF34-8C5. Asimismo, presenta un nuevo diseño del borde de ataque de las alas y un alargamiento del fuselaje. Esto permite al aparato transportar hasta 78 pasajeros junto con 2 auxiliares de vuelo. El primer vuelo tuvo lugar en 1999 y entró en servicio en 2001. Sin embargo, no ha conseguido batir a su competidor el Embraer 170. El CRJ700 se ofrece en dos subvariantes, el Series 701 y el Series 705.

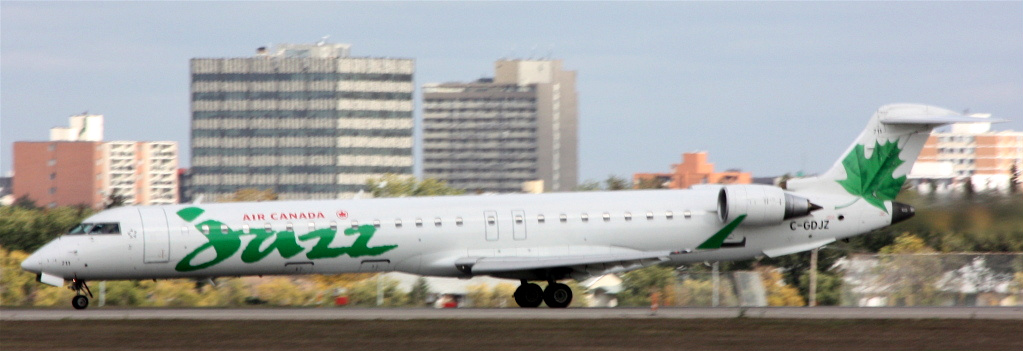
CRJ-705 de Air Canada Jazz en Vancouver

El Series 705 es en realidad el CRJ900, con capacidad máxima reducida para poder eludir el problema de los sindicatos antes mencionado, aparte de que algunas aerolíneas regionales poseen contratos con sus compañías matriz según los cuales sólo pueden operar aeronaves con un límite máximo de plazas. Air 
Canadá Jazz fue el cliente de lanzamiento de este avión en 2005 con una configuración de 10 plazas "business" y 65 de turista.

### CRJ900
Versión alargada de 86 plazas con los mismos motores y modificaciones añadidas al CRJ700. Tampoco ha tenido mucho éxito en su competencia con el Embraer 175.

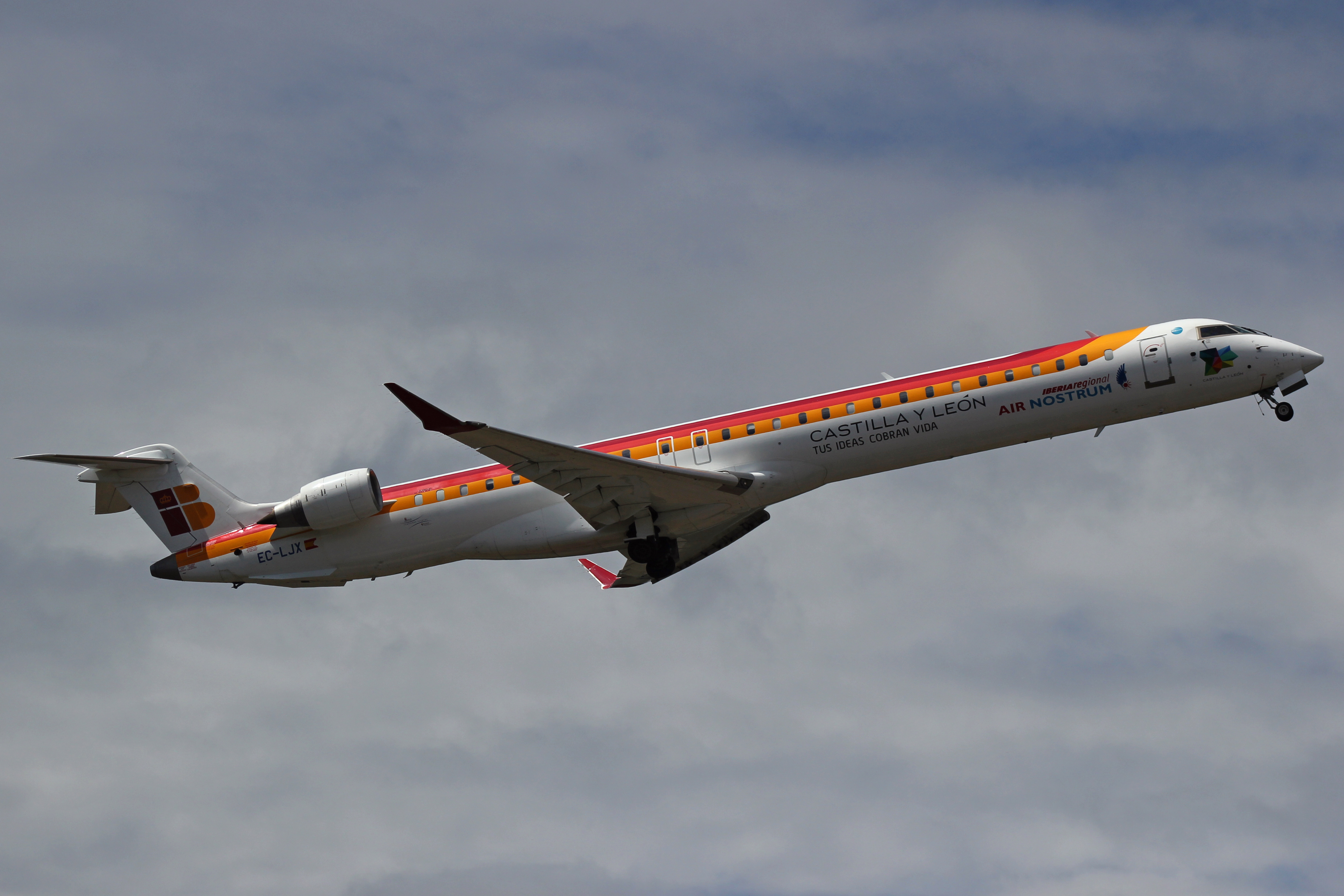
CRJ1000 de Air Nostrum despegando del aeropuerto de Santiago de Compostela

### CRJ1000 NextGen
Versión alargada de 90 plazas.
La ex aerolínea PLUNA Uruguay compró 15 aviones Bombardier Canadair Regional Jet CRJ900, y realizó vuelos regionales como Rosario, Córdoba, Bariloche, Punta del Este, y Trelew. Andes Líneas Aéreas también adquirió una unidad (LV-CFD) que está operando desde junio de 2010.

### Challenger 800 / 850
Variante ejecutiva del CRJ200

## Despojo

Logo del MHIRJ Aviation Group creado después de la adquisición del programa CRJ Series por parte del Mitsubishi Heavy Industries en junio de 2020.

A partir de noviembre de 2018, luego de las decisiones de Bombardier de vender CSeries a Airbus y la Serie Q a Viking Air, la compañía estaba buscando "opciones estratégicas" para devolver la rentabilidad del CRJ. Los analistas sospecharon que podría decidir abandonar el mercado de aviones comerciales por completo y volver a centrarse en los aviones comerciales.
El 25 de junio de 2019, se anunció un acuerdo para vender el programa CRJ a Mitsubishi Heavy Industries, la empresa matriz de Mitsubishi Aircraft Corporation que desarrolla el SpaceJet. Mitsubishi tenía un interés histórico en el programa CRJ, habiendo descubierto opciones de riesgo compartido con Bombardier, y en un momento se esperaba que participaran en la empresa durante la década de 1990. Bombardier ha dejado de aceptar nuevas ventas; la producción del CRJ continuará en Mirabel hasta que se complete la cartera de pedidos actual, y se esperan entregas finales en la segunda mitad de 2020. El acuerdo es incluir el certificado de tipo para la serie CRJ; Bombardier está trabajando con Transport Canada para separar el certificado CRJ del Challenger. El cierre del acuerdo se confirmó el 1 de junio de 2020, con las actividades de servicio y soporte de Bombardier transferidas a una nueva compañía con sede en Montreal, MHI RJ Aviation Group.
La familia CRJ ahora se conoce como Mitsubishi CRJ, ya que Mitsubishi Heavy Industries se ha hecho cargo oficialmente del programa CRJ a partir de hoy.
De ahora en adelante, MHI es responsable del marketing, ventas, mantenimiento, desarrollo, etc. de la familia de aviones CRJ. El certificado de tipo ahora también está en manos de Mitsubishi.
Con la adquisición del avión, Mitsubishi de Japón ha creado una nueva entidad corporativa para llevar a cabo el proyecto, llamada MHI RJ Aviation. El lunes por la mañana, MHI RJ tomó el control del Canadair Regional Jet de Bombardier y la presencia en línea del CRJ (incluidos los canales de medios sociales) ha cambiado de nombre.
Nota:Flightradar24 se equivocó al cambiar de nombre Mitsubishi CRJ y que Mitsubishi ha confirmado su equivocación y según la página web MHI RJ Aviation se refiere simplemente como CRJ Series.

## Especificaciones
| Modelo                  | CRJ100                                             | CRJ200                                             | CRJ700 (Series 701)                               | CRJ700 (Series 705)                               | CRJ900                                             | CRJ1000                                              |
| ----------------------- | -------------------------------------------------- | -------------------------------------------------- | ------------------------------------------------- | ------------------------------------------------- | -------------------------------------------------- | ---------------------------------------------------- |
| Longitud                | 26,77 m                                            | 26,77 m                                            | 32,51 m                                           | 36,40 m                                           | 36,40 m                                            | 39,13 m                                              |
| Envergadura             | 21,23 m                                            | 21,23 m                                            | 23,24 m                                           | 24,85 m                                           | 24,85 m                                            | 26.18 m                                              |
| Altura                  | 6,22 m                                             | 6,22 m                                             | 7,57 m                                            | 7,51 m                                            | 7,51 m                                             | 7,13 m                                               |
| Peso máximo al despegue | 22.995 kg (ER)/23.995 kg (LR)                      | 22.995 kg (ER)/23.995 kg (LR)                      | 33.995 kg (LR)                                    | 37.995 kg (LR)                                    | 37.995 kg (LR)                                     | 41.050 kg                                            |
| Velocidad de crucero    | 860 km/h                                           | 860 km/h                                           | 876 km/h                                          | 885 km/h                                          | 881 km/h                                           | 870 km/h                                             |
| Pasajeros               | 50                                                 | 50                                                 | 78                                                | 75                                                | 86                                                 | 104                                                  |
| Alcance máximo          | 3.000 km LR: 3.710 km                              | 3.045 km LR: 3.713 km                              | 3.121 km ER: 3.676 km                             | 3.591 km                                          | 2.956 km LR: 3.660 km                              | 2.761 km ER: 3.131 km                                |
| Techo de vuelo          | 12.496 m                                           | 12.496 m                                           | 12.496 m                                          | 12.496 m                                          | 12.496 m                                           | 12.496 m                                             |
| Planta motriz           | 2 General Electric CF34-3A1 con empuje de 38,83 kN | 2 General Electric CF34-3B1 con empuje de 38,83 kN | 2 General Electric CF34-8C1 con empuje de 56,4 kN | 2 General Electric CF34-8C5 con empuje de 58,4 kN | 2 General Electric CF34-8C51 con empuje de 58,4 kN | 2 General Electric CF34-8C5A2 con empuje de 60,63 kN |

## Incidentes y accidentes

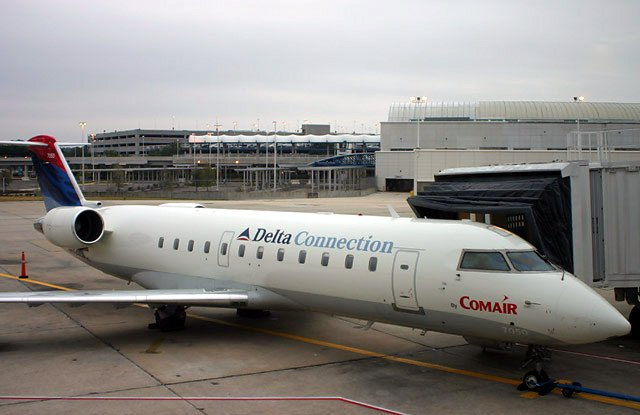
CRJ100ER de Comair

- El 16 de diciembre de 1997, un CRJ100 de Air Canada se estrelló durante un "motor y al aire" en el aeropuerto canadiense de Fredericton (Nuevo Brunswick). No se registraron víctimas mortales.
- El 22 de junio de 2003, el vuelo de Brit Air de Nantes a Brest se estrelló intentando aterrizar en el aeropuerto de Brest, cayendo 2,3 millas antes y 0,3 millas a la izquierda de la pista. Hubo que lamentar el fallecimiento del comandante del avión.
- El 14 de octubre de 2004, el vuelo 3701 de Pinnacle Airlines, un CRJ200, se estrelló en un vuelo de reposicionamiento entre el Aeropuerto Nacional de Little Rock, Arkansas y el Aeropuerto de Mineápolis-Saint Paul. Los dos pilotos llevaron la aeronave a su techo de vuelo de 41000 pies a una tasa de ascenso mucho mayor de la que los motores y el fuselaje podían soportar. Esto causó que ambos propulsores dejasen de funcionar por el empobrecimiento de la mezcla y probablemente un rápido enfriamiento que impidió rearrancar los motores. El avión se estrelló unos 15 minutos después del suceso, que fue visible desde el aeropuerto de salida; ambos pilotos murieron.
- El 24 de noviembre de 2004, un CRJ200LR de China Eastern Airlines se estrelló poco después de despegar, matando a los 53 pasajeros a bordo además de a dos personas en tierra.
- El 27 de agosto de 2006, un CRJ100ER de la aerolínea regional Comair se estrelló durante el despegue en la pista equivocada del aeropuerto Blue Grass de Lexington (Kentucky). Murieron 49 personas, siendo el copiloto el único superviviente.
- El 31 de agosto de 2006, un CRJ100 de Air Canada Jazz sufrió una avería en el cierre de la puerta de la cabina de mando, de manera que el piloto no podía entrar de nuevo en ella.[4] La tripulación tuvo que retirar las bisagras para quitar la puerta, pudiendo volver el piloto a su puesto.

## Contenido relacionado
Aviones relacionados:
- Bombardier Challenger
- Bombardier Global Express
- Bombardier CSeries

Aviones similares:
- ACAC ARJ21
- BAe 146
- Embraer ERJ 145
- Embraer E-170/175
- Antonov An-148
- Fairchild Dornier 328Jet
- Superjet 100 (antes:Russian Regional Jet)